# Marilyn Cooper
Marilyn Cooper (n. 14 decembrie 1934, New York City, New York, SUA – d. 22 aprilie 2009, Lillian Booth Actors Home⁠(d), New Jersey, SUA) a fost o actriță americană de teatru și TV.